# Centre Heidar Aliev
El Centre Heidar Aliev (àzeri: Heydər Əliyev Mərkəzi) és un important centre cultural a Bakú, la capital de l'Azerbaidjan.
És en un parc públic de 10 hectàrees prop del centre de congressos de Baku. El centre pren el nom d'Heidar Aliev (1923 - 2003), el líder nacional de l'Azerbaidjan que va liderar el país de 1969 a 1987, quan era part de la Unió Soviètica, i de 1993 a 2003 com a nació independent, i és considerat el fundador de l'Azerbaidjan modern.
Abastant una superfície bruta de més de 57.000 metres quadrats, el Centre Heydar Aliyev és un espai multifuncional que acull un auditori de mil seients, espais d'exposicions temproals, un centre de conferències, tallers i un museu.
És el centre cultural més gran del país. Va ser dissenyat per Zaha Hadid Architects, després d'un concurs internacional de disseny organitzat el 2007. L'obra es va acabar el maig de 2012.

## Concepte de disseny
Com a part de l'antiga Unió Soviètica, l'urbanisme i l'arquitectura de Bakú és fortament influenciada per la planificació i l'estil sovietic, auster i rígid. A partir de la independència el 1991, Azerbaidjan a fet una forta inversió per a modernitzar i desenvolupar les infraestructures i l'arquitectura de Baku.
El centre, dissenyat per esdevenir l'edifici principal dels programes culturals de la nació, trenca amb la rígida i sovint monumental arquitectura soviètica tan prevalent a Bakú, amb la intenció d'expressar la sensibilitat de la cultura àzeri i l'optimisme d'una nació que mira cap al futur.
Segons els arquitectes, el concepte del Centre Heydar Aliyev estableix una relació fluida i contínua entre la plaça circumdant i l'interior de l'edifici. Les elaborades formacions com ondulacions, bifurcacions, plecs i inflexions modifiquen la superfície de plaça en un paisatge arquitectònic que exerceix multitud de funcions: acollir, abraçar i dirigir els visitants a través de diferents nivells de l'interior.

## Geometria, estructura, materialitat
Un dels elements més crítics i desafiadors del projecte va ser el desenvolupament arquitectònic del revestiment de l'edifici. El Centre Heydar Aliyev es compon principalment de dos sistemes col·laboradors: una estructura de formigó combinada amb un sistema d'estructures espacials. Aconseguint grans espais lliures de columnes que permeten al visitant experimentar la fluïdesa de l'interior.
El formigó reforçat amb fibra de vidre (GFRC) i el poliester reforçat amb fibra de vidre (GFRP) han estat escollits com a materials de revestiment ideals, ja que permeten la plasticitat del disseny de l'edifici tot responent a demandes funcionals molt diverses relacionades amb una varietat de situacions: plaça, zones de transició i coberta.
PLa il·luminació diferencia el dia i la nit. Durant el dia, el volum de l'edifici reflecteix la llum, alterant constantment l'aspecte del Centre segons l'hora del dia i la perspectiva del punt de guaita. El vidre semi-reflector permet veure l'interior de forma temptadora, el que ha de despertar la curiositat sense revelar tot el que passa a l'interior. A la nit, aquest caràcter es va transformant gradualment mitjançant il·luminació que flueix des de l'interior cap a l'exterior, que en revela el seu contingut i manté la fluïdesa entre l'interior i l'exterior.